# Farag Foda
Farag Fōda (in arabo فرج فوده‎?; Zagazig, 1946 – 8 giugno 1992) è stato un attivista, scrittore e giornalista egiziano.

## Biografia
Dopo aver studiato come perito agrario ed essersi laureato in Scienze dell'agricoltura nell'università cairota di ʿAyn Shams, cominciò a occuparsi di giornalismo e al Cairo (in cui ormai operava) egli fu notato per i suoi articoli critici e le sue satire taglienti sul fondamentalismo islamico in Egitto. In numerosi articoli giornalistici dimostrò i punti deboli dell'ideologia cosiddetta islamista. Fra le altre cose che egli trattò vi fu la critica sui contenuti delle prediche del notissimo e popolarissimo predicatore cieco egiziano, ʿAbd al-Hamīd Kishk, che affermava nelle sue affollate udienze che "i musulmani che entrano nel Paradiso godranno di perpetue erezioni e della compagnia di giovani adornati di orecchini e collane", promettendo loro "un'eternità di beata pederastia."
Foda fu colpito a morte nel suo ufficio l'8 giugno 1992 da due fondamentalisti appartenenti al gruppo della al-Jamāʿa al-Islāmiyya.  Suo figlio e altri astanti furono gravemente feriti nell'assalto.
Prima della sua morte, Farag Foda era stato dichiarato apostata e nemico dell'Islam. Uno studioso dell'Università islamica di al-Azhar, e acclamato autore di oltre 90 opere di carattere religioso, Muḥammad al-Ghazālī, sostenne la fatwa che aveva accusato di eresia l'intellettuale, e dichiarò più tardi che non era sbagliato uccidere un nemico dell'Islam. Al-Ghazālī dichiarò:  "L'uccisione di Farag Foda fu nei fatti la realizzazione della punizione contro un apostata che l'imam aveva mancato di intraprendere". 
Uno dei killer di Foda, ʿAbd al-Shāfiʿī Aḥmad Ramaḍān, fu condannato a morte il 30 dicembre 1993 e la condanna fu eseguita il 26 febbraio 1994. La sentenza capitale verso l'altro assassino fu eseguita per un altro omicidio.
Libri di Farag Foda (tutti in lingua araba):
- "La verità nascosta" ( al-Ḥaqīqa al-ghayba )
- "Prima della caduta" ( Qabla al-suqūt ) - I edizione 1985. II ed. 1995
- "Discussione sul secolarismo" ( Ḥiwār ḥawla al-ʿalmāniyya ) - I edizione 1993. II ed. 2005
- "L'avvertimento" ( al-Irhāb ) - I edizione 1989. II ed. 2005
- "Il co-giocatore" ( al-Nadīr ) - I edizione 1985. II ed. 2004
- "Siamo o non siamo" ( Nakūnu aw lā nakūnu ) - I edizione 1988. II ed. 2004
- "Matrimonio di piacere" - I edizione 1990. II ed. 2004
- "Per non essere una parola nell'aria" ( Ḥatta lā yakūnu kalāman fī l-hawāʾ )
- "Il tranello" ( al-Malʿūb )